# Svetilnik Maspalomas
Svetilnik Maspalomas (špansko Faro de Maspalomas) je aktivni svetilnik iz 19. stoletja na južnem koncu španskega otoka Gran Canaria v Kanarskem arhipelagu. Leži na enem koncu plaže Maspalomas, 4 kilometre južno od središča mesta, poleg območja, znanega kot sipine Maspalomas.
Svetilnik je značilna znamenitost v letovišču in je s 56 m najvišji zidani svetilnik na Kanarskih otokih, ki ga nadomešča le sodobnejši 59 m betonski svetilnik Morro Jable na Fuerteventuri.
Z goriščno višino 60 m nad morjem je njegovo svetlobo mogoče videti 19 navtičnih milj in je sestavljena iz vzorca treh bliskov bele svetlobe v obdobju trinajstih sekund.

## Gradnja in oprema
Ta svetilnik je konstrukcija, ki si jo je zamislil inženir Juan León y Castillo kot svetlobni kompleks, sestavljen iz dveh glavnih teles, hiše bikoborca in stolpa. Hiša s pravokotnim tlorisom je bila razvita iz tradicionalne ideje, kot je kanarska terasa, vendar štirim pročeljem stavbe pomaga eklektična moda obdobja, v katerem je bila zgrajena. Bivališče, pritrjeno na podnožje stolpa, deluje kot podstavek, ki preprečuje udarce stolpa.
Odločitev o gradnji svetilnika v Maspalomasu je bila sprejeta 19. junija 1861, vendar je bil Juan de León y Castillo šele leta 1884 najet za pripravo projekta. Dela so trajala do leta 1889 in svetilnik je prvič zasvetil v noči, ko je bil odprt, 1. februarja 1890.
Stolp, predstavljen morju, v južnem delu niza, je valj prisekanega stožca, ki ima povprečni premer v zgornjem delu telesa 6,20 m, višino 54,70 m, na njegovem vrhu je luč, tako da set doseže višino 60 metrov. Ima klasično zasnovo stebra, katergae presek se zmanjšuje, ko se približuje glavnemu delu, zaključen z obroči in moduli. Njegova fasada ima zaporedje podolgovatih navpičnih odprtin, ki osvetljujejo stopnišče, ki vodi do lanterne in na vrhu, pod kapitelom, majhno zastekljeno svetilko, katere namen je bolj okrasni. Barva stolpa je modro-siva, značilna za zidake, s katerimi je zgrajen v celoti.
Lanterna je steklena kupola s premerom 3,7 metra, pokrita na vrhu. V njej so optika, reflektorji in 1000-vatna halogenska žarnica, ki oddaja belo svetlobo s hitrostjo skupine počasnih bliskov s frekvenco 1+2 13 sekund med skupinami. Utripi imajo nazivni nočni doseg 19 navtičnih milj.
Svetilnik stoji na Punta de Maspalomas, na koncu plaže Maspalomas, poleg polja sipin, bazena in istoimenske oaze; turistično območje v največji meri na jugu otoka Gran Canaria. Je najbolj priljubljen svetilnik na Kanarskih otokih, ki velja za simbolični simbol in eden najbolj znanih spomenikov na Gran Canarii in v občini San Bartolomé de Tirajana. Poleg tega, da je priznan kot sredstvo splošnega pomena, je eden najstarejših svetilnikov, ki še delujejo na Kanarskih otokih.
Je popolnoma avtomatiziran in deluje na konvencionalno električno energijo, priključeno na javno omrežje. Ima prizidane prostore ob vznožju stolpa v dvonadstropni zgradbi eklektičnega sloga. Ta stavba je pritrjena na stolp na njegovi severni strani in je pravokotna konstrukcija, simetrična v razporeditvi vrat in oken, katerih obodi so orisani v kamnu. Njeni vogali in venec, ki zaključuje celoten zgornji del, prav tako uporabljajo kleti za harmonijo celote. Nad vhodom v stavbo je majhen balkon iz čajevca, v notranjosti pa je terasa, ki služi kot razdelilnik za dostop do vseh prostorov in do samega stolpa. V njih so različni prostori, skladišča in soba, ki jo je imel svetilničar; kot tudi generator in pripadajoče baterije za zagotavljanje delovanja v primeru odklopa ali okvare električnega omrežja.

## Svetilnik kot znamenitost in prihodnja uporaba
Vlada Kanarskih otokov je leta 2005 razglasila svetilnik Maspalomas za kulturno dediščino v kategoriji zgodovinskega spomenika. Njegovo zaščiteno območje obsega 5225,72 kvadratnih metrov in obsega 318,15 linearnih metrov.
Ob božiču leta 2005 je bil svetilnik prvič v zgodovini okrašen z božičnimi lučkami. Mikro žarnice je postavila mestna hiša San Bartolomé de Tirajana vzdolž celotne dolžine stolpa, s čimer je uspelo povečati njegovo višino in vidnost tako v daljavi kot tudi iz turistične enklave Meloneras.
Februarja 2019 je bil svetilnik Maspalomas po desetih letih zaprtja ponovno odprt za javnost. Medtem ko se čaka na podelitev in izvedbo muzeografskega projekta za Etnografski interpretacijski center, se lahko obišče svetilnik Maspalomas z razstavo rokodelstva v kontekstu podeželskih hiš Gran Canarie skupaj s predmeti vsakodnevne uporabe do sredine 20. stoletja. Ima tudi sodobne izdelke iz tekstilnega sektorja, ki jih navdihujejo tradicionalne obrtne tehnike. Ima tudi hišo za punčke iz leta 1930 s sedemnajstimi sobami.